# Une légende de Montrose
Pour les articles homonymes, voir Montrose.
Une légende de Montrose (en anglais, A Legend of Montrose), plus souvent intitulé L'Officier de fortune, est un court roman historique de l'auteur écossais Walter Scott. Il constitue, avec La Fiancée de Lammermoor, la troisième série des Contes de mon hôte. Les deux romans paraissent ensemble le 21 juin 1819, sous le pseudonyme de Jedediah Cleishbotham.
Une légende de Montrose évoque la rivalité amoureuse de deux amis, sur fond de sanglants règlements de compte entre clans, et d'affrontements entre covenantaires et royalistes lors de la première guerre civile anglaise (1642-1646). Le récit se déroule en Écosse, dans le Perthshire et l'Argyll, en 1644 et 1645. L'intrigue et les personnages principaux sont sacrifiés à la mise en avant d'un pittoresque personnage secondaire, Dalgetty, officier de fortune.

## Genèse

### Sources

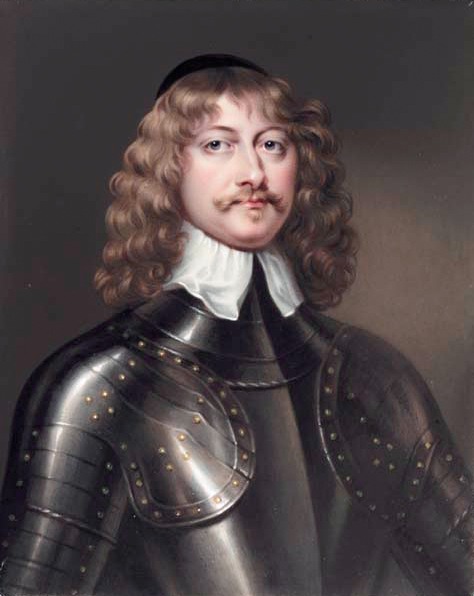
James Graham, marquis de Montrose.

Scott s'inspire librement du meurtre de John Graham par son ami James Stewart d'Ardvorlich, après la bataille de Tippermuir (en) (victoire du marquis de Montrose, le 1er septembre 1644). La principale source de l'auteur pour cette affaire est John Buchanan de Cambusmore. La victime, John Graham, lord Kilpont, est le fils de William Graham (en), 7e comte de Menteith et 1er comte d'Airth. Dans le roman, Scott donne à la victime le titre et le nom de comte de Menteith ; il situe le drame non après la bataille de Tippermuir, mais après celle d'Inverlochy (en) (2 février 1645) — et la victime survit à sa blessure.
Pour composer le personnage du capitaine Dalgetty, le romancier puise mœurs militaires, anecdotes et traits de caractère dans les mémoires de deux officiers de fortune du XVIIe siècle :
- le colonel Robert Monro, qui sert durant la guerre de Trente Ans sous Christian IV de Danemark et Gustave Adolphe de Suède, et qui publie à Londres en 1637 Monro his Expedition with the worthy Scots Regiment[3] ;
- James Turner, qui combat dans les rangs des covenantaires, mais aussi dans ceux des royalistes[2], et qui laisse un manuscrit de ses mémoires[4].

### Écriture
Depuis 1818, Scott souffre de « crampes d'estomac » (sans doute des calculs biliaires). En mars 1819, alors qu'il travaille sur La Fiancée de Lammermoor, premier roman de la troisième série des Contes de mon hôte, il doit s'arrêter. On le croit perdu. Il réussit pourtant à reprendre son travail. Incapable d'écrire, il dicte les derniers chapitres du livre. Il le termine à la mi-avril. Il commence aussitôt Une légende de Montrose, deuxième roman de la série, auquel il pensait dès juin de l'année précédente. On suppose qu'il a déjà l'histoire en tête et qu'il en dicte une bonne partie à son imprimeur-éditeur John Ballantyne (en) et à son intendant William Laidlaw (en). Le livre est terminé vers la fin mai. Le 3 juin, les typographes l'ont entièrement composé.

### Les Contes de mon hôte
Chaque Waverley novel (roman de Scott signé « par l'auteur de Waverley ») est en trois volumes, tandis que chaque série des Contes de mon hôte (Tales of My Landlord) est en quatre volumes. La troisième série n'y déroge pas. Elle comprend La Fiancée de Lammermoor (deux volumes et demi) et Une légende de Montrose (un volume et demi). Ce dernier est donc un récit court, au regard des autres romans de Scott.

### Pseudonyme et rédacteur fictif
Comme pour les deux premières séries des Contes de mon hôte, Scott a recours au pseudonyme de Jedediah Cleishbotham et au rédacteur fictif Peter Pattieson. Mais le loufoque Cleishbotham s'abstient cette fois de prendre la plume. C'est Pattieson qui se charge d'écrire l'introduction d'Une légende de Montrose. Il s'y met en scène, au lieu de le faire dans le chapitre premier comme il en a l'habitude. Il dit avoir lié connaissance avec un Highlander invalide, un ancien sergent-major, à la fois jacobite (par tradition familiale) et partisan du roi George III (au service duquel ses frères et lui se sont trouvés). Le vieillard raconte à Pattieson ses 40 années de campagne, ainsi que des récits des guerres de Montrose qu'il tient de ses parents. Ces histoires inspirent à Pattieson les pages d'Une légende de Montrose. Ces pages, précise-t-il, sont fondées sur la vérité, mais aussi imprégnées d'un merveilleux propre aux temps anciens du récit et cher au vieux narrateur.
Jedediah Cleishbotham est évoqué dans une courte postface. L'auteur (qui ne dit pas non nom) y avoue que ce conteur a pris naissance dans son imagination. Aussi, puisque les Contes de mon hôte sont finis, « Jedediah s'est évanoui dans les airs ». Douze ans plus tard, Scott va publier pourtant une quatrième série des Contes de mon hôte, précédée d'une très longue introduction de Cleishbotham.

### Publication
Le titre voulu par Scott figure sur le manuscrit : A Legend of the Wars of Montrose. Le livre en effet s'attache à faire revivre les mœurs et les mentalités d'une époque dite « des guerres de Montrose » ; il n'est pas consacré à la figure du marquis de Montrose. Le titre A Legend of Montrose est pourtant imposé par les éditeurs.
La troisième série des Contes de mon hôte, comprenant La Fiancée de Lammermoor et Une légende de Montrose, paraît en quatre volumes sous le pseudonyme de Jedediah Cleishbotham :
- à Édimbourg le 21 juin 1819, chez Archibald Constable and Co ;
- à Londres cinq jours plus tard, chez Longman, Hurst, Rees, Orme and Brown[5].

En 1830, pour l'édition Magnum Opus, Scott (qui a renoncé à l'anonymat en 1827) ajoute une seconde introduction à Une légende de Montrose. Il y apporte des précisions sur les événements et les auteurs qui l'ont inspiré. Il y expose notamment diverses hypothèses sur les raisons du meurtre de John Graham par son ami.

## Cadre historique

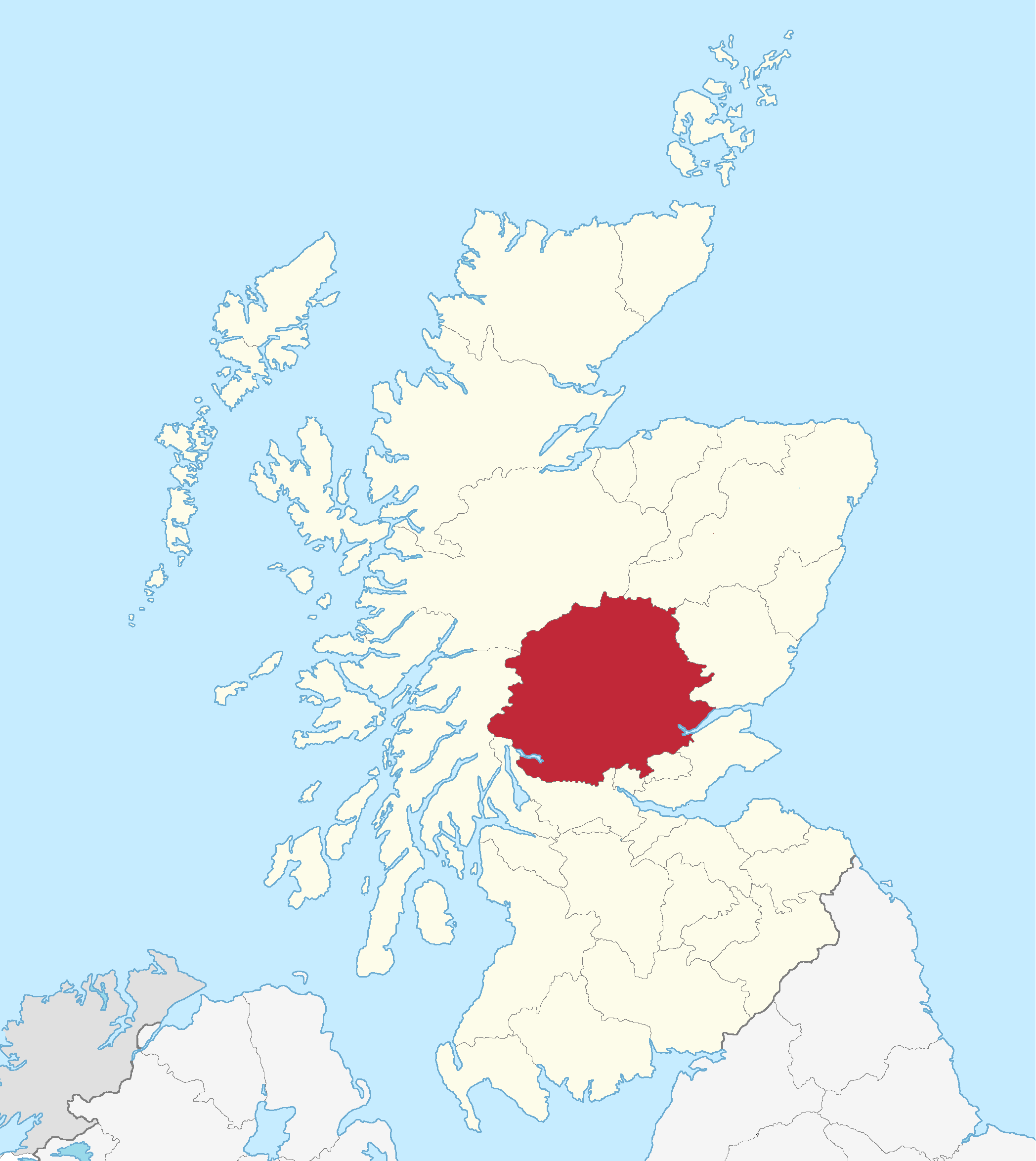
Le comté de Perthshire.
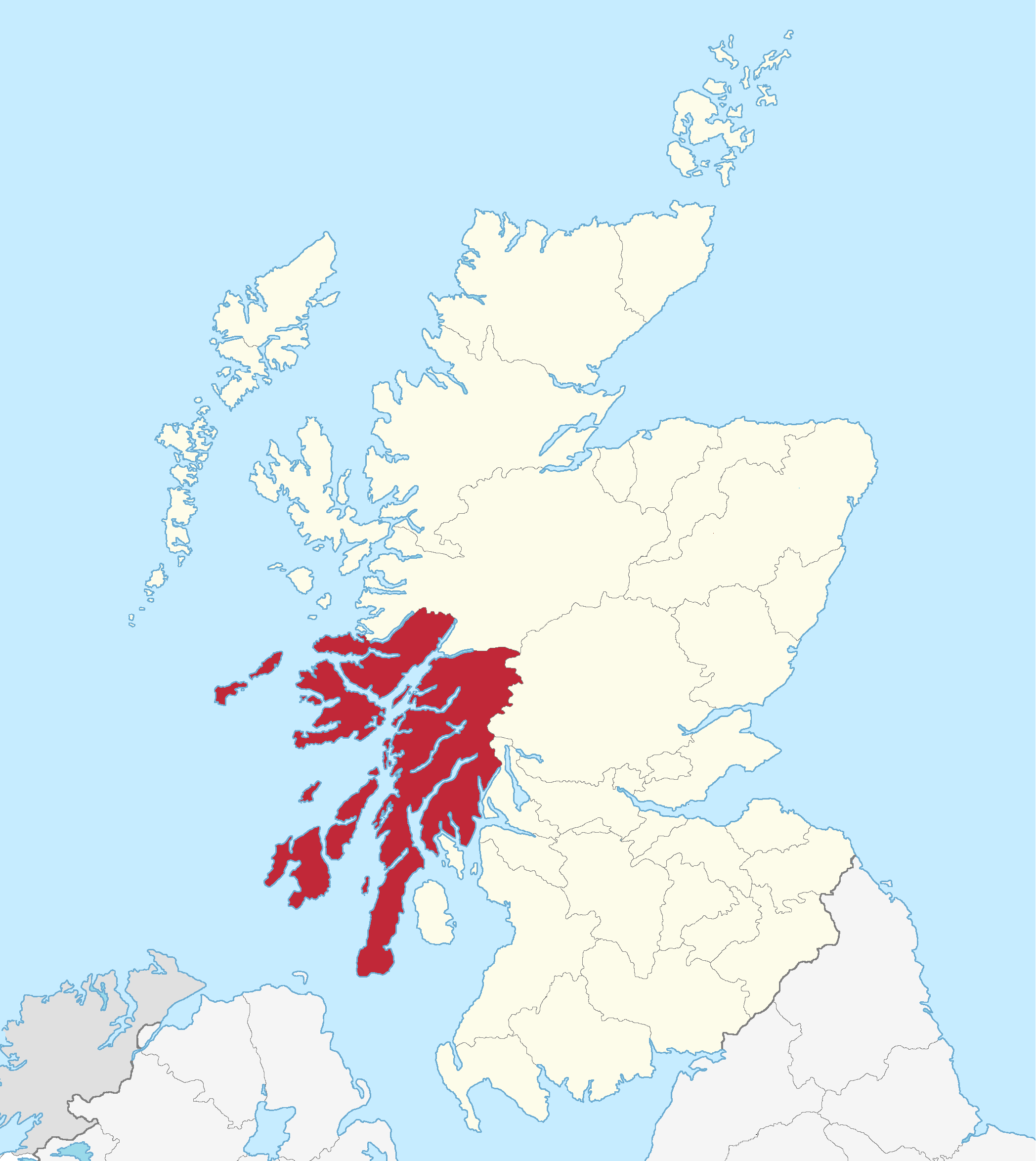
Le comté d'Argyll, où Dalgetty part en mission.
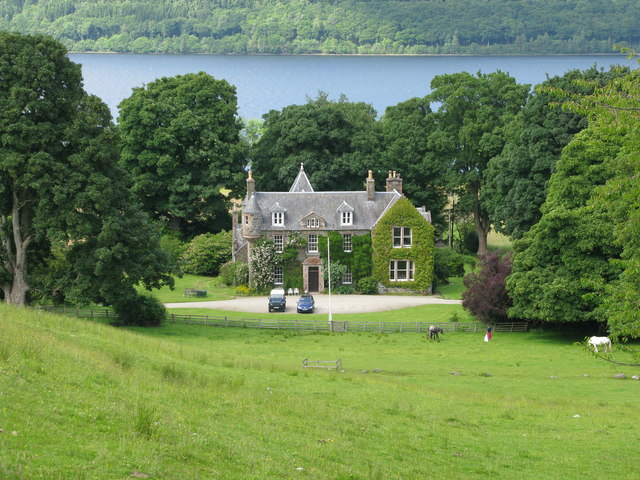
Ardvorlich House, manoir des Stewart, le Darnlinvarach du roman.

L’histoire se déroule en Écosse, dans le Perthshire et l'Argyll, en 1644 et 1645, à l’époque de la guerre civile anglaise. Les covenantaires s'allient au Parlement anglais. Le marquis de Montrose mène deux campagnes contre eux pour le compte du roi Charles Ier. Les chapitres XVIII et XIX racontent la bataille d'Inverlochy (en), victoire de Montrose sur les covenantaires du marquis d'Argyll le 2 février 1645.
Ardvorlich House, le manoir de la famille Stewart d'Ardvorlich, est souvent désigné comme le Darnlinvarach du roman, le château des frères M'Aulay.

## Résumé
Allan M'Aulay et son ami le comte de Menteith sont dans l’armée de Montrose. Ils aiment tous deux Annot Lyle, une jeune orpheline jadis épargnée par Allan — à la prière de Menteith — lors d’une sanglante vendetta contre le clan MacEagh (« les Enfants du brouillard »). Annot fut alors recueillie par les M'Aulay. Allan a fini par se persuader qu'elle n'est pas du sang de ses ennemis. Il s'est épris d'elle.
La jeune fille préfère Menteith, qui l'aime, mais qui refuse obstinément de l'épouser car elle n'est pas de son rang : « L'incertitude et l'obscurité probable de sa naissance ne me permettent pas de songer à en faire mon épouse. »
Avant de mourir, Ranald MacEagh, un Enfant du brouillard, tient à se venger d'Allan en lui léguant « la jalousie, le désespoir, la rage et la mort » : il révèle la haute naissance d'Annot, afin que Menteith consente à l'épouser.
Juste avant la cérémonie de mariage, Allan tente d'assassiner son rival heureux. Il fuit dans les bois, et disparaît. Une rumeur veut qu’il ait été tué par quatre Enfants du Brouillard ; une autre qu'il se soit fait chartreux.

## Personnages

### Dalgetty
Une grande partie du roman est consacrée à la mission menée en territoire ennemi par Dugald Dalgetty, un mercenaire qui met au service de Montrose son expérience acquise en Allemagne pendant la guerre de Trente Ans. Dalgetty ne se bat pas au nom de convictions politiques ou religieuses, mais pour gagner son pain. Il vampirise le livre, au point que d'autres personnages manquent d'épaisseur, et que l’intrigue principale n'est pas réellement développée. Selon Henri Bremond, Scott n'avait peut-être pas prévu « ce désastre magnifique ». Montrose et les chefs de clan devaient être destinés à occuper le devant de la scène. Mais le burlesque mercenaire aura tellement réjoui son créateur que celui-ci n'aura « plus eu le courage de se séparer de lui ».
Le Ritmeisteir (capitaine) Dugald Dalgetty, de Drumthwacket, a servi « presque tous les princes de l’Europe » en tant que soldat de fortune. Il cultive en particulier la mémoire de « cet invincible monarque, le boulevard de la foi protestante, le lion du Nord, la terreur de l'Autriche, Gustave le Victorieux (Gustave Adolphe de Suède) », dont il a donné le nom à son propre cheval. Dalgetty est un bavard pédant, pittoresque et intarissable. Il se donne des airs d'importance, nourrit une excellente idée de lui-même, mais possède d'incontestables connaissances militaires. Il charme les moments de sa solitude au moyen de boissons diverses.
Si la nature lui a donné des qualités, l'habitude les a fondues dans un prodigieux égoïsme. Jamais il ne s'informe ni ne se souvient des affaires des autres.
Il est pointilleux sur sa réputation, brave dans l'action, exact à tous ses devoirs parce que c'est le seul moyen de faire son chemin. « Brûler des faubourgs, dit-il, faire le sac d'une ville, massacrer des garnisons, c'est le devoir d'un soldat. » Dalgetty se doit d'agir ainsi, car il ne reçoit sa paye qu'à cette condition. Et il estime sa profession favorisée, puisqu'elle lui permet de commettre chaque jour toutes sortes d'actes de violence sans craindre pour son salut. Il défend courageusement son camarade tant qu'il est vivant, et le dépouille avec sang-froid s'il le voit mort, « aussi avide d'un vil butin qu'un vautour acharné sur sa proie ».
Lorsqu'il est condamné à mort après la bataille de Philiphaugh (en) (défaite des royalistes de Montrose, le 13 septembre 1645), des officiers covenantaires, intéressés par ses compétences, obtiennent l'autorisation de le faire passer dans leurs rangs. Mais Dalgetty, très professionnel, tient à rester loyal envers son employeur. Obstiné, il préfère mourir que de ne pas respecter son contrat. Heureusement, les officiers découvrent qu'il ne lui reste plus que quinze jours d'engagement : ils obtiennent un sursis à son exécution, au terme duquel Dalgetty ne fait aucune difficulté pour changer de camp.

### Autres personnages

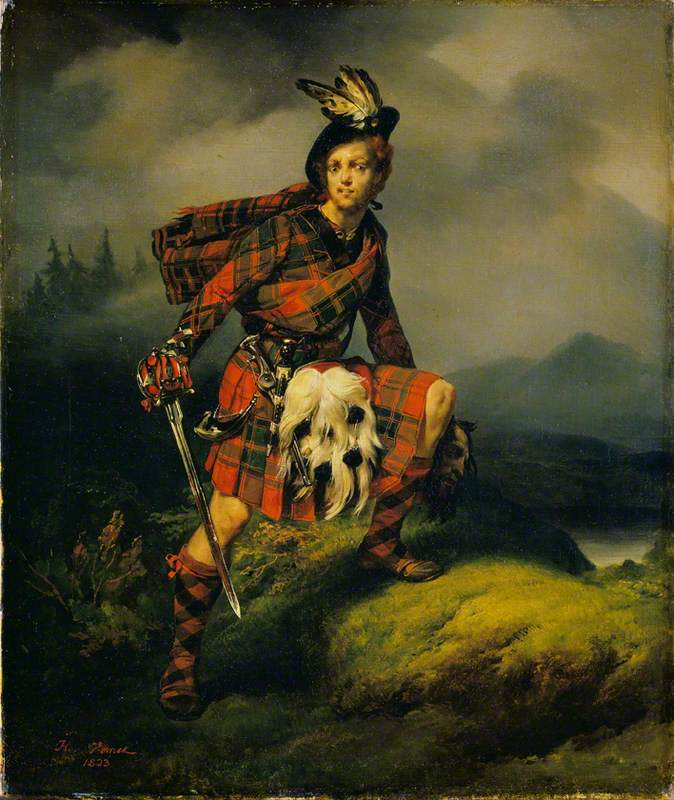
Allan M'Aulay
Horace Vernet, 1823
Wallace Collection, Londres

- Comte de Menteith, jeune « cavalier ». Porté au mépris. Traite de « vautour » le mercenaire dont il utilise néanmoins les services. Refuse d'épouser, en raison de sa naissance obscure, la jeune fille qu'il prétend aimer. Le personnage est inspiré de John Graham, lord Kilpoint, fils du comte de Menteith (en).
- Anderson, domestique du comte de Menteith. Il est en fait James Graham, premier marquis de Montrose. Personnage historique. A combattu dans les rangs covenantaires en 1639. Aujourd'hui chef des troupes royalistes. Il hait le marquis d'Argyle. Manque de fermeté et de persévérance, selon son ennemi Duncan Campbell.

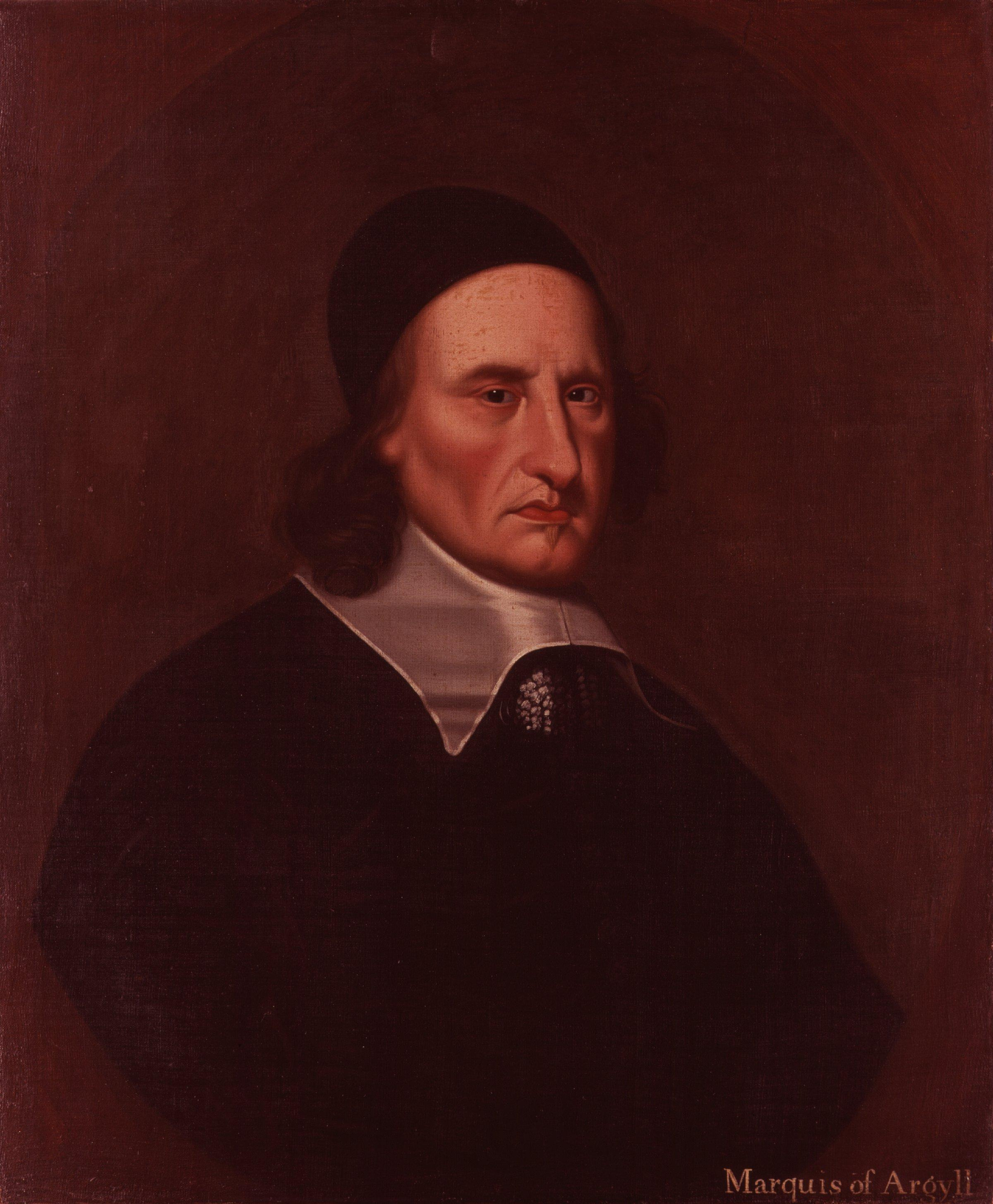
Archibald Campbell, marquis d'Argyll.

- Allan M'Aulay, Highlander, géant fou. Parent, ami et voisin de lord Menteith. Dans ses moments de lucidité, beaucoup de bon sens et d'adresse, de force d'esprit, de clarté de raisonnement, de précision de pensée. Plein d'honneur et de franchise. Fort, courageux, énergique, absolu. C'est un lion apprivoisé que personne n'ose contrarier. Beaucoup pensent que dans ses accès d'humeur sombre il est inspiré par des êtres surnaturels, et qu'il peut prédire l'avenir. Aussi son clan lui accorde-t-il plus de déférence et de respect qu'à son frère. Le personnage est inspiré de James Stewart d'Ardvorlich, meurtrier de son ami John Graham. Le tableau d'Horace Vernet exposé au Salon de Paris de 1824 n’illustre pas un épisode décrit dans le texte. Allan M’Aulay tient la tête coupée d’Hector, membre d’un clan de bandits des Highlands appelé les Enfants de la Brume. Il avait cherché à se venger du meurtre barbare de son oncle[18].
- Angus M'Aulay, laird de Darlinvarach, frère d’Allan. Doux et conciliant, il se montre intraitable lorsque son orgueil, son intérêt ou ses préjugés sont blessés.
- Annot Lyle, orpheline.
- Le marquis d'Argyll (d'Argyle, dans le roman), MacCallum More, ou Gillespie Grumach, ou Archibald Campbell. Highlander, chef du clan le plus puissant, celui des Campbell (« les Enfants de Diarmid », comme on les appelle dans les Highlands). Chef covenantaire, personnage historique. Habile politique, mais manquant de vaillance. Dévot sombre et fanatique, une ambition insatiable. Ni généreux ni libéral.
- Duncan Campbell, vieux laird d'Ardenvohr, parent du marquis d'Argyle. Ses ennemis le reconnaissent pour brave à la guerre, honnête pendant la paix et sage dans ses conseils. Inflexible, une austère fierté.
- Ranald MacEagh (Ranald Enfant du brouillard). Une douzaine de ses enfants ont été tués dans les règlements de compte entre clans.
- Kenneth, seul fils survivant de Ranald MacEagh.

## Accueil
Lorsque les deux romans paraissent, les critiques s'intéressent beaucoup moins à Une légende de Montrose qu'à La Fiancée de Lammermoor. Seuls l'Edinburgh Monthly Review et le Scotsman finissent par en parler. Ils lui reprochent notamment l'intrusion du surnaturel, et des préjugés trop défavorables aux covenantaires et au marquis d'Argyll — et trop favorables à Montrose. Le Scotsman cependant voit Scott supérieur à Shakespeare à bien des égards.

## Éditions

### Premières traductions en français
- L'année même de la parution de l'édition originale, en 1819, L'Officier de fortune, épisode des guerres de Montrose ; Contes de mon hôte, recueillis et mis au jour par Jedediah Cleishbotham, etc. est publié en français chez Gabriel-Henri Nicolle à Paris, en trois volumes in-12. Joseph-Marie Quérard ne précise pas le nom du traducteur[19].
- En 1828, une nouvelle traduction paraît chez Chaillot jeune, à Avignon, sous le titre Une légende de Montrose ou l'Officier de fortune, conte de mon hôte.
- Une traduction d'Albert Montémont paraît sous le titre Une légende de Montrose, dans une édition en 27 volumes d'œuvres de Scott (1830-1832), chez Armand-Aubrée[19].

### Édition récente en anglais
John H. Alexander réédite le livre sous le titre que voulait Scott : A Legend of the Wars of Montrose, Edinburgh University Press, 1995.